# V339 Delphini

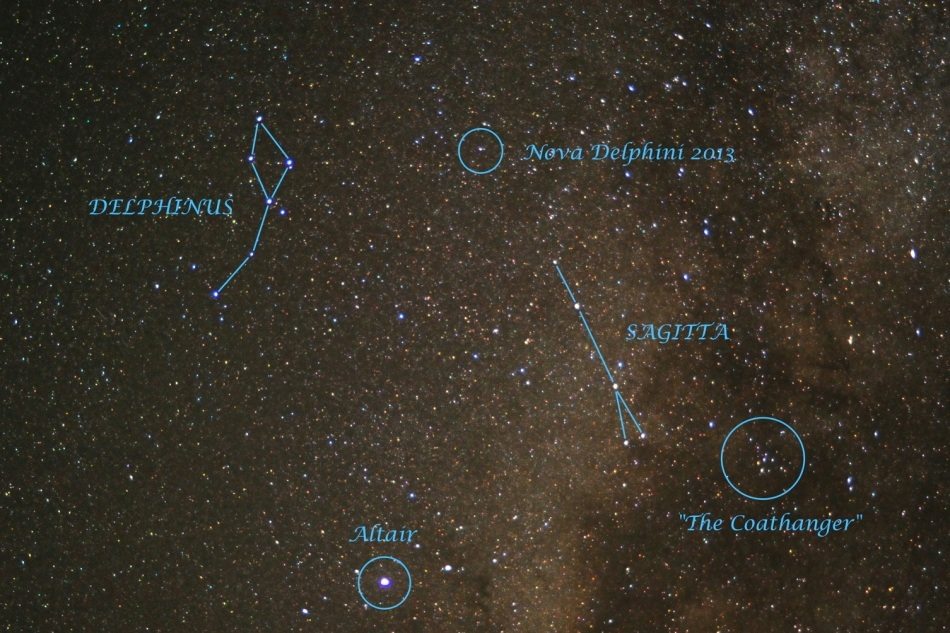
Nova Delphini 2013 pe cerul înstelat; poziția sa este indicată în imagine.

V339 Delphini (cunoscută și ca Nova Delphini 2013 sau PNV J20233073+2046041) este o novă strălucitoare din constelația Delfinul. 

## Descoperire
A fost descoperită la 14 august 2013 în Japonia, de Koichi Itagaki, un astronom amator. Nova a apărut cu o magnitudine de 6,8 la descoperirea sa și a atins o magnitudine de 4,3 la 16 august.